# ماري أنطوانيت كانون
ماري أنطوانيت كانون (بالإنجليزية: Mary Antoinette Cannon)‏ (1884 - 17 آذار 1962)، ناشطة في الخدمة الاجتماعية الطبية ومعلمة في مجال العمل الاجتماعي. كانت أستاذة في كلية نيويورك للعمل الاجتماعي في جامعة كولومبيا ورئيسة الرابطة الأمريكية للعاملين في الخدمة الاجتماعية الطبية (1922 - 1923)

## النشأة
ولدت كانون في ديبوسيت (نيويورك)، وهي ابنة روبرت ميللر كانون وأنطوانيت داونز ويلر كانون. تخرجت من كلية برين ماور عام 1907. حصلت على شهادة الماجستير من جامعة كولومبيا عام 1916.

## العمل
بعد التخرج، عملت كانون في مستشفى ماساتشوستس العام، وكانت إحدى أوائل ممارسي العمل الاجتماعي الطبي في المستشفى. كما عملت في مستشفى بوسطن من 1909 حتى 1910. في الفترة من 1916 حتى 1921 كانت مدير العمل الاجتماعي في مستشفى فيلادلفيا الجامعي. أما في الفترة من 1921 حتى 1946، كانت أستاذة في كلية جامعة كولومبيا للعمل الاجتماعي. العام الدراسي 1941 - 1942، حصلت على إجازة من جامعة كولومبيا لتعمل مديرة قسم الخدمة الاجتماعية في جامعة بورتوريكو.
كانت كانون إحدى مؤسسي الرابطة الأمريكية للعاملين في الخدمة الاجتماعية الطبية، وكانت رئيسة الرابطة في الفترة 1922-1923. شاركت في إعداد كتاب «العمل في القضايا الاجتماعية: خطة للتدريس»، صدر منه تسع طبعات بين عامي 1933 و1938 كما ألّفت دراستين أخريين بعنوان «مشكلات الصحة للمواليد في الخارج» (1920) و«خطة عمل لدورة في الأبوّة المخطط لها» (1944)
بعد تقاعدها من جامعة كولومبيا عام 1945، أصبحت مستشارة في دائرة العمل في بورتوريكو وأقامت ورشات عمل للعاملين في العمل الاجتماعي في بورتوريكو عام 1953. كما كانت مديرة مركز جيمس ويلدون جونسون الاجتماعي في هارلم.
توفيت ماري أنطوانيت كانون عام 1962 عن عمر 78 عاماً في نيويورك.
عام 1950، أنشأت جامعة كولومبيا زمالة ماري أنطوانيت كانون، لطلبة العمل الاجتماعي المواليد في بورتوريكو أو ذريتهم.